# C (lenguaje de programación)
C es un lenguaje de programación de propósito general: 1  originalmente desarrollado por Dennis Ritchie entre 1969 y 1972 en los Laboratorios Bell, como evolución del anterior lenguaje B, a su vez basado en BCPL.: 1 
Al igual que B, es un lenguaje orientado a la implementación de sistemas operativos; concretamente Unix. C es apreciado por la eficiencia del código que produce y es el lenguaje de programación más popular para crear softwares de sistemas y aplicaciones.
Se trata de un lenguaje del tipo datos estáticos, débilmente tipado, que dispone de las estructuras típicas de los lenguajes de alto nivel, pero, a su vez, dispone de construcciones del lenguaje que permiten un control a bajo nivel, lo que lo convierte en un lenguaje de nivel medio. Los compiladores suelen ofrecer extensiones al lenguaje que posibilitan mezclar código en ensamblador con código C o acceder directamente a memoria o dispositivos periféricos.
La primera estandarización del lenguaje C fue en ANSI, con el estándar X3.159-1989. El lenguaje que define este estándar fue conocido vulgarmente como ANSI C. Posteriormente, en 1990, fue ratificado como estándar ISO (ISO/IEC 9899:1990). La adopción de este estándar es muy amplia por lo que, si los programas creados lo siguen, el código es portable entre plataformas y/o arquitecturas.

## Filosofía
Uno de los objetivos de diseño del lenguaje C es que solo sean necesarias pocas instrucciones en lenguaje máquina para traducir cada elemento del lenguaje, sin que haga falta un soporte intenso en tiempo de ejecución. Es muy posible escribir C a bajo nivel de abstracción; de hecho, C se usó como intermediario entre diferentes lenguajes.
En parte, a causa de ser de relativamente bajo nivel y de tener un modesto conjunto de características, se pueden desarrollar compiladores de C fácilmente. En consecuencia, el lenguaje C está disponible en un amplio abanico de plataformas (más que cualquier otro lenguaje). Además, a pesar de su naturaleza de nivel medio, el lenguaje se desarrolló para incentivar la programación independiente de la máquina. Un programa escrito cumpliendo los estándares e intentando que sea portátil puede compilarse en muchos computadores.
C se desarrolló originalmente (conjuntamente con el sistema operativo Unix, con el que ha estado asociado mucho tiempo) por programadores para programadores. Sin embargo, ha alcanzado una popularidad enorme, y se ha usado en contextos muy alejados de la programación de software de sistema, para la que se diseñó originalmente.

### Propiedades
- Núcleo del lenguaje simple, con funcionalidades añadidas importantes, como funciones matemáticas y de gestión de archivos, proporcionadas por bibliotecas.
- Es un lenguaje estructurado; tiene estructuras de control y tipos de datos estructurados definidos por el programador a partir de los tipos atómicos típicos y mediante arreglos, estructuras, uniones y punteros, incluidos los que apuntan a una función.
- En su primera edición no había advertencias sobre asignar a una variable un valor un tipo distinto. Por lo que había un programa llamado lint que detectaba este tipo de errores. Actualmente los compiladores pueden detectar inconsistencias de tipos y otros errores.
- Usa un lenguaje de preprocesado, el preprocesador de C, para tareas como definir macros e incluir múltiples archivos de código fuente.
- Acceso a memoria de bajo nivel mediante el uso de punteros.
- Manejo de Interrupciones mediante la biblioteca signal.h.
- Un conjunto reducido de palabras clave.
- El llamado a funciones es por valor. Aunque se pueden pasar punteros a variables para hacer llamados por referencia.
- Distintos tipos de almacenamiento que permiten un diseño modular.
- La palabra clave struct permite encapsular variables y funciones.
- Lenguaje muy eficiente puesto que es posible utilizar sus características de bajo nivel para realizar implementaciones óptimas.
- Se diseñó como un lenguaje de programación de sistemas portátil.
- Es muy poco lo que requiere uso de ensamblador, lo que permitió portar Unix y otros sistemas operativos a distintos equipos.
- Distingue entre mayúsculas y minúsculas, pero conserva su portabilidad en equipos que manejan caracteres de 6 bits, como las computadoras Cyber de CDC que tenían una palabra de 60 bits, (10 caracteres), porque usan gráficos para codificar símbolos especiales.
- Su compilador de C se ha portado a la mayoría de sistemas. Porque además de que no se requiere codificar en ensamblador, interactúa con los lenguajes especializados YACC y Alex. también escritos en C como parte de Unix.
- Facilita la programación modular gracias a que cuenta con distintos tipos de almacenamiento de las variables y compilación separada. Esto se logra mediante la inclusión de ficheros cabecera .h mediante la directiva de preprocesador #include.
- extern sirve para declarar objetos externos que se usarán en el programa pero que no se encuentran en el fichero del programa, por lo que es necesario pasar los nombres de los ficheros como parámetros del enlazador.

### Precauciones
Los programadores novatos deben tener cuidado con la gestión de la memoria; en C el programador ha de reservar y liberar la memoria explícitamente. En otros lenguajes (como C# o Java) la memoria es gestionada de forma transparente para el programador. Esto alivia la carga de trabajo y evita errores, pero le quita flexibilidad al lenguaje para escribir controladores del hardware.
Por esta razón es muy importante que los recién iniciados adopten buenas prácticas a la hora de escribir en C y manejar la memoria, como por ejemplo un uso intensivo de indentación y conocer a fondo todo lo que implica el manejo de punteros y direcciones de memoria.

### Algunas características de las que carece C
- Recolección de basura nativa, sin embargo se encuentran a tal efecto bibliotecas como la «libre» desarrollada por Sun Microsystems, o el Recolector de basura de Boehm.
- Soporte para programación orientada a objetos, aunque la implementación original de C++ fue un preprocesador que traducía código fuente de Quer Véase también la librería GObject.
- Unidadas, aunque GCC tiene esta característica como extensión.
- Soporte nativo para programación multihilo. Disponible usando librerías como libretad.

Aunque la lista de las características útiles de las que carece C es larga, este factor ha sido importante para su aceptación, porque escribir rápidamente nuevos compiladores para nuevas plataformas, mantiene lo que realmente hace el programa bajo el control directo del programador, y permite implementar la solución más natural para cada plataforma. Esta es la causa de que a menudo C sea más eficiente que otros lenguajes. Típicamente, solo la programación cuidadosa en lenguaje ensamblador produce un código más rápido, pues da control total sobre la máquina, aunque los avances en los compiladores de C y la complejidad creciente de los microprocesadores modernos han reducido gradualmente esta diferencia.
El lenguaje se puede extender mediante bibliotecas y macros. Por ejemplo, la implementación original de C++ consistía en un preprocesador que traducía código fuente C++ a C.

## Historia

### Desarrollo inicial

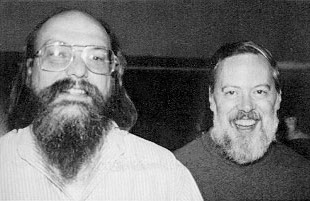
Dennis Ritchie (derecha), el inventor del lenguaje de programación C, con Ken Thompson

El desarrollo inicial de C se llevó a cabo en los Laboratorios Bell de AT&T entre 1969 y 1973; según Dennis Ritchie, el periodo más creativo tuvo lugar en 1972. Se le dio el nombre «C» porque muchas de sus características fueron tomadas de un lenguaje anterior llamado «B».
Hay muchas leyendas acerca del origen de C y el sistema operativo con el que está íntimamente relacionado, Unix. Algunas de ellas son:
- El desarrollo de C fue el resultado del deseo de los programadores de jugar con Space Travel. Habían estado jugando en la unidad central de su compañía, pero debido a su poca capacidad de proceso y al tener que soportar 100 usuarios, Ken Thompson y Dennis Ritchie no tenían suficiente control sobre la nave para evitar colisiones con los asteroides, por ese motivo decidieron portar el juego a un PDP-7 de la oficina que no se utilizaba; pero esa máquina no tenía sistema operativo, así que decidieron escribir uno. Finalmente decidieron portar el sistema operativo del PDP-11 que había en su oficina, pero era muy costoso, pues todo el código estaba escrito en lenguaje ensamblador. Entonces decidieron usar un lenguaje de alto nivel y portátil para que el sistema operativo se pudiera portar fácilmente de un ordenador a otro, consideraron usar B pero carecía de las funcionalidades necesarias para aprovechar algunas características avanzadas del PDP-11 entonces empezaron a crear un nuevo lenguaje: C.
- La justificación para obtener el ordenador original que se usó para desarrollar Unix fue crear un sistema que automatizase el archivo de patentes. La versión original de Unix se desarrolló en lenguaje ensamblador. Más tarde, el lenguaje C se desarrolló para poder reescribir el sistema operativo.

En 1973, el lenguaje C se había vuelto tan potente que la mayor parte del kernel Unix, originalmente escrito en el lenguaje ensamblador PDP-11, fue reescrita en C. Este fue uno de los primeros núcleos de sistema operativo implementados en un lenguaje distinto al ensamblador. (Algunos casos anteriores son el sistema Multics, escrito en PL/I, y Master Control Program para el B5000 de Burroughs, escrito en ALGOL en 1961).

### El C de Kernighan y Ritchie
En 1978, Ritchie y Brian Kernighan publicaron la primera edición de El lenguaje de programación C, también conocido como «La biblia de C». Este libro fue durante años la especificación informal del lenguaje.: 2  El lenguaje descrito en este libro recibe habitualmente el nombre de el «C de Kernighan y Ritchie» o simplemente «K&R C» (La segunda edición del libro cubre el estándar ANSI C, descrito más adelante en este artículo).
Kernighan y Ritchie introdujeron las siguientes características al lenguaje:
- El tipo de datos struct.
- El tipo de datos long int.
- El tipo de datos unsigned int.
- Los operadores =+ y =- fueron sustituidos por += y -= para eliminar la ambigüedad sintáctica de expresiones como i=-10, que se podría interpretar bien como i =- 10 o bien como i = -10.

El C de Kernighan y Ritchie es el subconjunto más básico del lenguaje que un compilador debe de soportar. Durante muchos años, incluso tras la introducción del ANSI C, fue considerado «el mínimo común denominador» en el que los programadores debían programar cuando deseaban que sus programas fueran transportables, pues no todos los compiladores soportaban completamente ANSI, y el código razonablemente bien escrito en K&R C es también código ANSI C válido.
En las primeras versiones del lenguaje, la definición de funciones se hacía mediante un 'prototipo de función' (function prototype), el cual indicaba al compilador el tipo de retorno de la función. Aunque este método tiene una gran desventaja respecto al nuevo, debido a que no comprueba el número ni el tipo en la lista de argumentos; en otras palabras, es mucho más fácil cometer errores al hacer una llamada a una función con argumentos incorrectos.
Ejemplo del «viejo estilo»:
```
int
 
power
();
 
/* Se podría usar este prototipo 

                para llamar a la función. 

                Simplemente power(); 

                u omitirlo dado que el tipo 

                por default es int */

power
(
a
,
b
)

int
 
a
,
 
b
;

{

	
int
 
n
;

	
for
 
(
n
 
=
 
2
;
 
b
 
>
 
0
;
 
--
b
)

		
n
 
*=
 
a
;

	
return
 
n
;

}

```

Ejemplo de la nueva definición:
```
int
 
power
(
int
 
a
,
 
int
 
b
)
 
{

    
for
 
(
int
 
n
 
=
 
1
;
 
b
 
>
 
0
;
 
--
b
)

        
n
 
*=
 
a
;

    
return
 
n
;

}

```

(*) Por defecto, el tipo de retorno en C es int, por lo que la declaración entera int power(); podría haberse omitido.
En los años siguientes a la publicación del C de Kernighan y Ritchie, se añadieron al lenguaje muchas características no oficiales, que estaban soportadas por los compiladores de AT&T, entre otros. Algunas de estas características eran:
- Funciones void y el tipo de datos void *.
- Funciones que retornaban tipos de datos struct o union (en lugar de punteros).
- Asignación de tipos de datos struct.
- Calificador const, que hace que un objeto sea de solo lectura.
- Una biblioteca estándar, que incorporaba la mayoría de las funcionalidades implementadas por varios desarrolladores de compiladores.
- Enumeraciones.

### ANSI C e ISO C
A finales de la década de 1970, C empezó a sustituir a BASIC como lenguaje de programación de microcomputadores predominante. Durante la década de 1980 se empezó a usar en los IBM PC, lo que incrementó su popularidad significativamente. Al mismo tiempo, Bjarne Stroustrup empezó a trabajar con algunos compañeros de Bell Labs para añadir funcionalidades de programación orientada a objetos a C. El lenguaje que crearon, llamado C++, es hoy en día el lenguaje de programación de aplicaciones más común en el sistema operativo Microsoft Windows; mientras que C sigue siendo más popular en el entorno Unix. Otro lenguaje que se desarrolló en esa época, Objective C, también añadió características de programación orientada a objetos a C. Aunque hoy en día no es tan popular como C++, se usa para desarrollar aplicaciones Cocoa para Mac OS X.
En 1983, el Instituto Nacional Estadounidense de Estándares (ANSI) organizó un comité, X3j11, para establecer una especificación estándar de C. Tras un proceso largo y arduo, se completó el estándar en 1989 y se ratificó como el «Lenguaje de Programación C» ANSI X3.159-1989. Esta versión del lenguaje se conoce a menudo como ANSI C, o a veces como C89 (para distinguirla de C99).
En 1990, el estándar ANSI (con algunas modificaciones menores) fue adoptado por la Organización Internacional para la Estandarización (ISO) en el estándar ISO/IEC 9899:1990. Esta versión se conoce a veces como C90. No obstante, «C89» y «C90» se refieren en esencia al mismo lenguaje.
Uno de los objetivos del proceso de estandarización del ANSI C fue producir una extensión al C de Kernighan y Ritchie, incorporando muchas funcionalidades no oficiales. Sin embargo, el comité de estandarización incluyó también muchas funcionalidades nuevas, como prototipos de función, y un preprocesador mejorado. También se cambió la sintaxis de la declaración de parámetros para hacerla semejante a la empleada habitualmente en C++:
```
main
(
argc
,
 
argv
)

    
int
  
argc
;

    
char
 
**
argv
;

{

...

}

```

pasó a ser:
```
int
 
main
(
int
 
argc
,
 
char
 
*
argv
[])
 
{

...

}

```

ANSI C está soportado hoy en día por casi la totalidad de los compiladores. La mayoría del código C que se escribe actualmente está basado en ANSI C. Cualquier programa escrito sólo en C estándar sin código que dependa de un hardware determinado funciona correctamente en cualquier plataforma que disponga de una implementación de C compatible. Sin embargo, muchos programas han sido escritos de forma que solo pueden compilarse en una cierta plataforma, o con un compilador concreto, esto puede ser debido a diversos motivos:
- La utilización de bibliotecas no estándar, como interfaces gráficas de usuario.
- El uso de compiladores que no cumplen las especificaciones del estándar.
- El uso de tipos de datos suponiendo que tendrán el mismo tamaño u orden de los bits en todas las plataformas.

La macro __STDC__ puede usarse para dividir el código en secciones ANSI y K&R para el compilador.
```
# if __STDC__

extern
 
int
 
getopt
(
int
,
 
char
 
*
 
const
 
*
,
 
const
 
char
 
*
);

# else

extern
 
int
 
getopt
();

# endif

```

Algunos programadores recomiendan usar «#if __STDC__», como en el ejemplo, en lugar de «#ifdef __STDC__» porque algunos compiladores le asignan el valor cero a __STDC__ para indicar que no son compatibles con ANSI.
En el siguiente ejemplo, el programa pide al usuario que introduzca un número. El programa dividirá dicho número entre 2 e imprimirá el resultado mientras que este sea par, y terminará cuando el número sea impar:
```
#include
 
<stdio.h>

int
 
main
()
 
{

    
int
 
numero
;

    
fputs
(
"Introduzca un numero entero par: "
,
 
stdout
);

    
if
 
(
scanf
(
"%d"
,
 
&
numero
)
 
!=
 
1
)
 
{

        
fputs
(
"Error: numero no valido.
\n
"
,
 
stderr
);

        
return
 
-1
;

    
}

    
for
 
(
int
 
i
 
=
 
2

;
 
numero
 
%
 
2
 
==
 
0
;
 
++
i
)
 
{

        
printf
(
"%.3d| %d/2 = "
,
 
i
,
 
numero
);

        
numero
 
/=
 
2
;

        
printf
(
"%d
\n
"
,
 
numero
);

    
}

    
printf
(
"No se puede seguir dividiendo: El numero %d es impar.
\n
"
,
 
numero
);

    
getchar
();

    
return
 
0
;

}

```

#### Palabras reservadas de ANSI-C
```
auto
      
double
   
int
       
struct

break
     
else
     
long
      
switch

case
      
enum
     
register
  
typedef

char
      
extern
   
return
    
union

const
     
float
    
short
     
unsigned

continue
  
for
      
signed
    
void

default
   
goto
     
sizeof
    
volatile

do
        
if
       
static
    
while

```

### C99
Tras el proceso de estandarización de ANSI, la especificación del lenguaje C permaneció relativamente estable durante algún tiempo, mientras que C++ siguió evolucionando.
Sin embargo, el estándar continuó bajo revisión a finales de la década de 1990, lo que llevó a la publicación del estándar ISO 9899:1999 en 1999. Este estándar se denomina habitualmente «C99». Se adoptó como estándar ANSI en marzo de 2000.
Las nuevas características de C99 incluyen:: xi–xii 
- Las variables pueden declararse en cualquier sitio (como en C++), en lugar de poder declararse solo tras otra declaración o al comienzo de una declaración compuesta.
- Muchos tipos de datos, incluyendo long int (para reducir el engorro de la transición de 32 bits a 64 bits), un tipo de dato booleano, y un tipo complex que representa números complejos.
- Arrays de longitud variable.
- Soporte para comentarios de una línea que empiecen con //, como en BCPL o en C++, característica para la que muchos compiladores habían dado soporte por su cuenta.
- Muchas funciones nuevas, como snprintf()
- Algunos headers nuevos, como stdint.h.

El compilador GCC, entre muchos otros, soportan hoy en día la mayoría de las nuevas características de C99. Sin embargo, este nuevo estándar ha tenido poca acogida entre algunos desarrolladores de compiladores, como Microsoft y Borland, que se han centrado en C++. Brandon Bray, de Microsoft, dijo a este respecto: 

En general, hemos visto poca demanda de muchas características de C99. Algunas características tienen más demanda que otras, y consideraremos incluirlas en versiones futuras siempre que sean compatibles con C++.

### C11
C11 (antes conocido como C2X) es un nombre informal para ISO/IEC 9899:2011. El borrador final, N1570, fue publicado en abril de 2011. El nuevo estándar superó su última revisión el 10 de octubre de 2011 y fue oficialmente ratificado por la ISO y publicado el 8 de diciembre de 2011.

### C embebido
Históricamente la programación en C embebido ha requerido extensiones no estándar del lenguaje C para implementar características no oficiales tales como aritmética de punto fijo y operaciones básicas de entrada y salida.
En 2008 el comité de estandarización de C, para implementar estas características no oficiales, publicó un informe técnico en el que extendía el lenguaje C proporcionando un estándar común al que todas las implementaciones se podían adherir. Incluía varias características no disponibles en C normal, tales como aritmética de punto fijo, espacios de direcciones con nombres y direccionamiento por hardware de entrada y salida básico.

### C17
También conocido como C18 o C1x, y formalmente como ISO/IEC 9899:2018.

### C23
Es el estándar actual, publicado en 2024. Formalmente conocido como ISO/IEC 9899:2024.

## Lenguajes derivados de C
Desde el inicio del lenguaje han surgido varias ramas de evolución que han generado varios lenguajes:
- Objective-C es un primer intento de proporcionar soporte para la programación orientada a objetos en C, pero actualmente usado en Mac OS X, iOS y GNUstep.
- C++ (pronunciado C Plus Plus) diseñado por Bjarne Stroustrup fue el segundo intento de proporcionar orientación a objetos a C y es la variante más difundida y aceptada. Esta versión combina la flexibilidad y el acceso de bajo nivel de C con las características de la programación orientada a objetos como abstracción, encapsulación y ocultación.

También se han creado numerosos lenguajes inspirados en la sintaxis de C, pero que no son compatibles con él:
- Java, que une una sintaxis inspirada en la del C++ con una orientación a objetos más similar a la de Smalltalk y Objective C.
- JavaScript, un lenguaje de scripting creado en Netscape e inspirado en la sintaxis de Java diseñado para dar a las páginas web mayor interactividad. A la versión estandarizada se la conoce como ECMAScript.
- C# (pronunciado C Sharp) es un lenguaje desarrollado por Microsoft derivado de C/C++ y Java.

## Proceso de compilación
La compilación de un programa C se realiza en varias fases que normalmente son automatizadas y ocultadas por los entornos de desarrollo:
1. Preprocesado consistente en modificar el código fuente en C según una serie de instrucciones (denominadas directivas de preprocesado) simplificando de esta forma el trabajo del compilador. Por ejemplo, una de las acciones más importantes es la modificación de las inclusiones (#include) por las declaraciones reales existentes en el archivo indicado.
2. Compilación que genera el código objeto a partir del código ya preprocesado.
3. Enlazado que une los códigos objeto de los distintos módulos y bibliotecas externas (como las bibliotecas del sistema) con el código objeto generado en el paso anterior para generar el programa ejecutable final.

### Ejemplo de código
El siguiente programa imprime en pantalla la frase «Hola Mundo» (C99):
```
// necesario para utilizar printf()

#
 
include
 
<stdio.h>

int
 
main
(
void
)
 
{

	
printf
(
"Hola Mundo
\n
"
);

	
return
 
0
;

}

```

El siguiente programa muestra el uso de punteros en C:
```
#include
 
<stdio.h>

int
 
main
(){

	
// Variable

	
int
 
numero
 
=
 
99
;

	
// Puntero a variable

	
int
 
*
p
;

	
// Asignación de puntero

	
p
 
=
 
&
numero
;

	
// Acceso al valor de la variable a la que apunta el puntero

	
printf
(
"Numero: %d
\n
"
,
*
p
);

	
// Acceso a la dirección a la que apunta el puntero

	
printf
(
"Direccion: %d
\n
"
,
p
);

	
// Cambio de valor de la variable a la que apunta el puntero

	
*
p
 
=
 
2
;

	
printf
(
"Numero: %d
\n
"
,
numero
);

}

```

El siguiente escribe «Hola Mundo» (C89):
```
/* comentarios con '//' no permitidos en C89, sí en C99 */

#
 
include
 
<stdio.h>
  /* necesario para utilizar printf */

main
()
 
/* tipo 'int' de retorno implícito */

{

	
printf
 
(
"Hola Mundo
\n
"
)
 
;

	
return
 
0
;

}

```

Estructura de control «else if»:
```
if
 
(
condicion
 
1
)
 
{

    
sentencia
 
1

}
 
else
 
if
 
(
condicion
 
2
)
 
{

    
sentencia
 
2

}
 
else
 
if
 
(
condicion
 
n
)
 
{

    
sentencia
 
n

}
 
else
 
{

    
sentencias
 
por
 
defecto

}

```

## Herramientas de programación
Al programar en C, es habitual usar algunas herramientas de programación de uso muy extendido, sobre todo en entorno de tipo Unix:
- make: automatizador del proceso de compilación y enlazado;
- lint: detector de código sospechoso, confuso o incompatible entre distintas arquitecturas;
- valgrind: detector de posibles fugas de memoria;
- gdb: depurador (debugger) usado en GNU;
- dbx: depurador preinstalado en Unix;
- ddd: interfaz gráfico para los depuradores gdb o dbx.

## Aplicabilidad

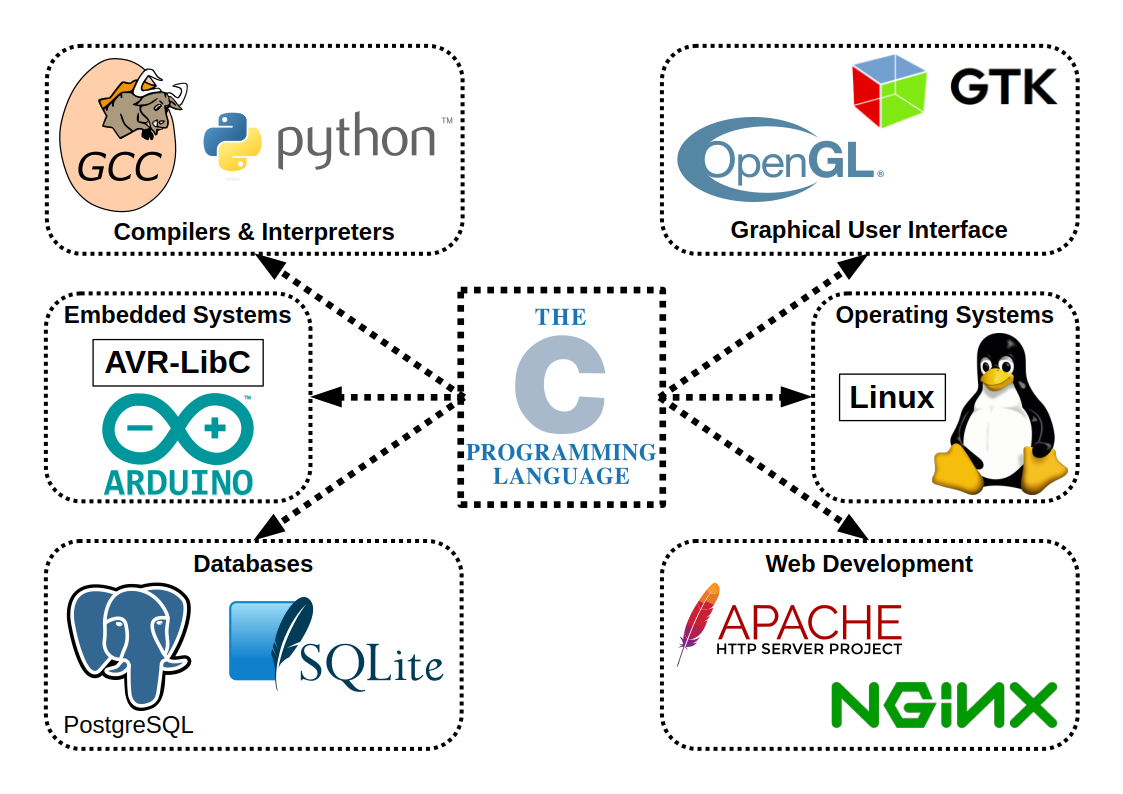
El lenguaje de programación C

Hecho principalmente para la fluidez de programación en sistemas Unix. Se usa también para el desarrollo de otros sistemas operativos como Windows o GNU/Linux. Igualmente para aplicaciones de escritorio como GIMP, cuyo principal lenguaje de programación es C.
De la misma forma, es muy usado en aplicaciones científicas (para experimentos informáticos; modelos físicos, químicos, matemáticos y simuladores), industriales (industria robótica, cibernética, sistemas de información y base de datos para la industria petrolera y petroquímica. Predominan también todo lo que se refiere a simulación de máquinas de manufactura), simulaciones de vuelo (es la más delicada, ya que se tienen que usar demasiados recursos tanto de hardware como de software para desarrollar aplicaciones que permitan simular el vuelo real de una aeronave). Se aplica por tanto, en diversas áreas desconocidas por gran parte de los usuarios noveles.
Los ordenadores de finales de los 90 son varios órdenes de magnitud más potentes que las máquinas en que C se desarrolló originalmente. Programas escritos en lenguajes de tipo dinámico y fácil codificación (Ruby, Python, Perl...) que antaño hubieran resultado demasiado lentos, son lo bastante rápidos como para desplazar en uso a C. Aun así, se puede seguir encontrando código C en grandes desarrollos de animaciones, modelados y escenas en 3D en películas y otras aplicaciones multimedia.
Actualmente, los grandes proyectos de software se dividen en partes, dentro de un equipo de desarrollo. Aquellas partes que son más «burocráticas» o «de gestión» con los recursos del sistema, se suelen realizar en lenguajes de tipo dinámico o de guion (script), mientras que aquellas partes «críticas», por su necesidad de rapidez de ejecución, se realizan en un lenguaje de tipo compilado, como C o C++. Si, después de hacer la división, las partes críticas no superan un cierto porcentaje del total (aproximadamente el 10 %) entonces todo el desarrollo se realiza con lenguajes dinámicos. Si la parte crítica no llega a cumplir las expectativas del proyecto, se comparan las alternativas de una inversión en nuevo hardware frente a invertir en el coste de un programador para que reescriba dicha parte crítica.

### Aplicaciones embebidas
C es el lenguaje común para programar sistemas embebidos.[cita requerida] El código ligero que un compilador C genera, combinado con la capacidad de acceso a capas del software cercanas al hardware son la causa de su popularidad en estas aplicaciones.
Una característica donde C demuestra comodidad de uso particularmente valiosa en sistemas embebidos es la manipulación de bits. Los sistemas contienen registros mapeados en memoria (en inglés, MMR) a través de los cuales los periféricos se configuran. Estos registros mezclan varias configuraciones en la misma dirección de memoria, aunque en bits distintos. Con C es posible modificar fácilmente uno de estos bits sin alterar el resto. Por ejemplo:
```
int
 
*
mmr
;
 
/* puntero al registro que queremos modificar */

mmr
 
=
 
0x40008ABC
;
 
/* dirección de memoria del registro */

*
 
mmr
 
|=
 
1
 
<<
 
7
;
 
/* pone a 1 el bit 8 sin modificar los demás */

*
 
mmr
 
&=
 
~
(
1
 
<<
 
12
)
 
/* pone a 0 el bit 13 sin modificar los demás */

```

Este tipo de manipulación es muy tediosa o sencillamente imposible en otros lenguajes de alto nivel, dado que se utilizan operaciones comunes del lenguaje ensamblador como las operaciones a nivel bit OR, AND, SHL y CPL pero que están disponibles en el lenguaje C.
Otras características de C consideradas desventajas en la programación para PC -como la ausencia de control de memoria automático- se convierten en ventajas cuando los sistemas embebidos necesitan código pequeño y optimizado. Ese es el caso de los sistemas basados en microcontroladores de poca potencia como el intel 8051 o muchos sistemas ARM.

## Bibliotecas C
Una biblioteca de C es una colección de funciones utilizadas en el lenguaje de programación C. Las bibliotecas más comunes son la biblioteca estándar de C y la biblioteca del estándar ANSI C, la cual provee las especificaciones de los estándares que son ampliamente compartidas entre bibliotecas. La biblioteca ANSI C estándar, incluye funciones para la entrada y salida de archivos, alojamiento de memoria y operaciones con datos comunes: funciones matemáticas, funciones de manejo de cadenas de texto y funciones de hora y fecha.
Otras bibliotecas C son aquellas utilizadas para desarrollar sistemas Unix, las cuales proveen interfaces hacia el núcleo. Estas funciones son detalladas en varios estándares tales como POSIX y el Single UNIX Specification.
Ya que muchos programas han sido escritos en el lenguaje C existe una gran variedad de bibliotecas disponibles. Muchas bibliotecas son escritas en C debido a que C genera código objeto rápido; los programadores luego generan interfaces a la biblioteca para que las rutinas puedan ser utilizadas desde lenguajes de mayor nivel, tales como Java, Perl y Python.